# 内田正人 (アメリカンフットボール)
内田 正人（うちだ まさと、1955年〈昭和30年〉8月9日 - ）は、日本の元アメリカンフットボール選手、元アメリカンフットボール指導者。元日本大学常務理事。埼玉県生まれ。

## 来歴・人物
日本大学豊山高等学校卒業後、日本大学に入学した。日本大学ではアメリカンフットボールに打ち込み、篠竹幹夫の指導を受ける。
日本大学卒業後、1979年自身の母校である日本大学文理学部職員となる。2011年学校法人日本大学評議員に選任され、2014年同理事・人事部長を経て、2017年より同人事兼男女共同参画担当常務理事。

### 日大フェニックス監督就任
1978年より日本大学アメリカンフットボール部（日大フェニックス）のコーチを務め、1990年の毎日甲子園ボウルで優勝。2003年に監督に就任。2016年度に引退したが、翌年監督に復帰した。
監督として毎日甲子園ボウルを制した経験もある。2017年のライスボウルでは富士通に屈した。トウキョーボウル、あずまボウルへの出場経験もある。2018年のトモダチボウルでは19歳以下関東選抜の監督を務めた。
専修大学の岡潔、帝京大学の清水秀一らとともに関東学連の強化委員会委員を務めた経験を持つ。

### 日本大学フェニックス反則タックル問題
関西学院大学との定期戦で日大アメフト部の選手が危険なタックルなどの反則行為をした問題について、当初は自身の関与を否定していたが、一転して2018年5月19日の記者会見で「一連の問題はすべて私に責任がある」と述べ、監督を辞任する意向を示した。5月29日、関東学生アメリカンフットボール連盟は内田に対し事実上の「永久追放」に相当する除名処分とした。
また、内田は日本大学常務理事の職を兼任し、人事を担当していた。日大は約3600人の非常勤講師の多くを雇い止めする方針を示しており、首都圏大学非常勤講師組合は2018年2月24日、「手続きが違法だ」として日本大学を刑事告発している。5月21日、首都圏大学非常勤講師組合が公表した日本大学への「緊急要求申入書」では、非常勤講師の雇用の問題について、責任者である内田を解任、解職することを求めている。組合は、内田が就任した後、多くの雇い止めが起きたと主張している。また、日本大学の進める人事の中には、大学の授業を語学学校へ委託などの手法による、文部科学省が禁じる「民間業者への授業の丸投げ」や偽装請負の問題が指摘されている。
2018年6月1日、日本大学は内田が「学内外に多大な迷惑をかけた」として、5月30日付で日本大学の常務理事を辞任したと発表した。さらに、日本大学（関連）の職員としては「保健体育審議会事務局長」、「同大学人事部長」及び「株式会社日本大学事業部役員」の役職は辞せず引き続き在籍したが、日本大学の職責は6ヶ月の自宅待機扱いとして一時停止された。
2018年7月30日、日本大学理事会に第三者委員会から最終報告書の提出があり、それをもとに臨時理事会が開かれ、内田を懲戒解雇にすることが決定された。

### 不起訴・解雇無効の訴訟と和解成立
2018年11月13日　警視庁は200人以上の関係者から話を聞き、試合映像なども分析した結果、「内田正人前監督が実際にはプレーを見ておらず、反則行為を指示した言動は確認できず、悪質タックルの指示はなかった」と認定し、起訴を求めない意見書を付した上で、傷害容疑で書類送検。
2018年11月15日、内田が日本大学を相手取り、解雇無効などを求めた民事訴訟の初公判が東京地方裁判所で開かれた。
2019年11月15日、東京地検は傷害容疑について、内田・前コーチ・選手Aを不起訴処分とした。
2019年12月6日、東京地方裁判所から和解勧告を受けていた日本大学と内田は、日本大学は懲戒解雇を撤回、内田は大学を退職することで和解した。
その後、内田自身は2020年に大腸癌、2021年に前立腺癌と二度の癌を患うなど健康問題にも悩まされたという。また、日大アメフト部OBの紹介で、ホテルの客室清掃員として勤務している。なお、今後はアメフトの指導に戻る予定はないと、Abema Primeに出演した際に述べた。